# Prätorius von Richthofen
Prätorius Peter Walter Albrecht Freiherr von Richthofen-Boguslawitz, znany jako Praetorius (ur. 11 maja 1879 w Radomierzycach; zm. 15 grudnia 1949 w Moralthof koło Lenggries) – niemiecki polityk (DNVP) i ziemianin w Bogusławicach. 